# Blodplasma
Blodplasma er den del af fuldblod, der er tilbage, når man har filtreret eller centrifugeret blodcellerne fra. Omkring 55% af blodet udgøres af blodplasmaet, i alt 2,7-3,0 liter i en voksen person. Blodplasmaet er en vandig opløsning med 92% vand og 8% opløste stoffer, plasmaproteiner, elektrolytter og små mængder af andre stoffer, hormoner og næringsstoffer som glucose, aminosyrer og fedtsyrer. Derudover fjerner blodplasmaet affaldsprodukter fra kroppen som kuldioxid, urinstof og mælkesyre.
Af de vigtige komponenter kan nævnes proteiner: bl.a. serumalbumin, immunoglobuliner, fibrin og andre koagulationsfaktorer.
Blodplasma og interstitialvæske, som er den del af ekstracellulærvæsken, som ligger umiddelbart uden om cellerne og dermed mellem cellerne og blodbanerne hos dyr og mennesker, er meget lig hinanden, og udveksles frit gennem blodårernes kapillærvægge.